# تپتی آهار
تِپْتی آهار  در حدود قرن پانزدهم یا چهاردهم قبل ‌از میلاد پادشاه ایلام (تمدن) بود. او احتمالاً آخرین فرمانروای کیدینویی بوده. او در هفت‌تپه در ده کیلومتر شوش آرامگاه و کاخی بنا نهاد.